# Прущ (Свецький повіт)
Прущ (пол. Pruszcz) — місто в Польщі, у гміні Прущ Свецького повіту Куявсько-Поморського воєводства.
Населення — 2666 осіб (2011).
Мало статус міста до 1867 року. 1 січня 2022 року відновлено статус міста.

## Демографія
Демографічна структура станом на 31 березня 2011 року:
|          | Загалом | Допрацездатний вік | Працездатний вік | Постпрацездатний вік |
| -------- | ------- | ------------------ | ---------------- | -------------------- |
| Чоловіки | 1313    | 291                | 909              | 113                  |
| Жінки    | 1353    | 240                | 833              | 280                  |
| Разом    | 2666    | 531                | 1742             | 393                  |